# Verdict
Verdict (engl. „Gerichtsurteil“) war eine deutsche Thrash-Metal-Band aus Miltenberg in Unterfranken.

## Geschichte
Die 1991 gegründete Band spielte bis 1997 technisch angehauchten, melodischen Death Metal. Bedingt durch Besetzungswechsel und zwischenzeitliche Auflösung kam es in diesem Zeitraum nur zu einer Demo-Veröffentlichung The Path im Jahre 1993.
Nach einer erneuten Auflösung im Jahre 1997 komplettierten die beiden Gitarristen Peter Klaucke und Marius Pack die Band mit Daniel Baptista (Gesang), David Helmstetter (Bass) und Michael Zobel (Schlagzeug) wieder. Durch den aggressiven Gesangsstil von Daniel Baptista, der zuweilen an Kreators Mille erinnert, vollzog sich ein leichter Stilwechsel in Richtung Thrash Metal.
Bis zum Jahre 2000 erreichte Verdict durch Live-Gigs Bekanntheit in der damals überschaubaren Underground-Szene. Bevor Songmaterial für ein Debüt-Album vorhanden war, verließen Peter Klaucke und Michael Zobel die Band aus persönlichen und beruflichen Gründen. Seit Sommer 2001 existiert die Band  in der heutigen Besetzung, ergänzt durch Florian Bauer (Schlagzeug) und Heiko Montkowski (Gitarre).
Die Musik wurde wieder schneller und Verdict veröffentlichte im Juni 2002 mit Reflections of Pain das in Eigenregie produzierte erste Album.
Das Debüt-Album stieß bei den Fans und der Presse auf positive Resonanz und ist stilistisch mit Exodus, Kreator oder auch frühere Death, Edge of Sanity vergleichbar. Es folgten  Auftritte als Vorgruppe von Destruction, Disbelief, Illdisposed, Dew-Scented, Gorefest, Entombed, Death Angel.
Im Jahr 2005 folgte das ebenfalls in Eigenregie produzierte zweite Album Generation: Genocide. Mit diesem erhielt die Band einen Vertriebsvertrag. Das dritte Album Assassin: Nation erschien im Oktober 2009. Im April 2012 verkündete Heiko Montkowski seinen Ausstieg bei Verdict. Nach fast einjähriger Suche wurde in David Hadarik ein neuer Gitarrist gefunden. 2013 erschien das Album The Meaning of Isolation. Das Album wurde in Eigenregie aufgenommen und von Dan Swanö gemastert.
2015 löste sich die Band auf.

## Diskografie
- 1993: The Path (MC, Eigenvertrieb)
- 2000: Demo 2000 (MCD, Eigenvertrieb)
- 2002: Reflections of Pain (Album, Eigenvertrieb)
- 2005: Generation: Genocide (Album, Twilight Vertrieb)
- 2009: Assassin: Nation (Album, Eigenvertrieb)
- 2013: The Meaning of Isolation (Album, TWS Music)